# Посольство Израиля в России
Посольство Государства Израиль в Российской Федерации (ивр. שגרירות ישראל במוסקבה‎) — официальная дипломатическая миссия Израиля в России, расположена в Москве на Большой Ордынке.
- Адрес посольства: 119017, Москва, улица Большая Ордынка, дом 56
- Чрезвычайный и полномочный посол — Симона Гальперин (с 2023 года).
- Индекс автомобильных дипломатических номеров посольства — 127.

## История
Дипломатические отношения между СССР и Израилем установлены в мае 1948 года. В июне того же года в Москве впервые было открыто официальное представительство Государства Израиль, которое возглавила Голда Меир. Однако в феврале 1953 года Советский Союз разорвал дипломатические отношения с Израилем после взрыва бомбы на территории советского посольства в Тель-Авиве, и посланник Израиля в СССР Шмуэль Эльяшив был вынужден покинуть страну. Вскоре, в июле этого же года, после смерти Сталина, было сделано заявление о возобновлении отношений между двумя странами, и посланник Эльяшив вернулся в Москву, вновь вручив свои верительные грамоты. В 1954 году уровень отношений между СССР и Израилем был повышен и миссии были преобразованы в посольства.
В июне 1967 года дипотношения между двумя странами были разорваны по итогу Шестидневной войны. В 1987 году возобновлены отношения по консульской линии, а в октябре 1991 года восстановлены в полном объёме. В декабре 1991 года были открыты израильское посольство в Москве и российское посольство в Тель-Авиве.

## Послы Израиля в России
- Арье Левин (1991—1992)
- Хаим Бар-Лев (1992—1994)
- Ализа Шенхар (1994—1997)
- Цви Маген (1998—1999)
- Анна Азари (2006—2010)
- Дорит Голендер-Друкер (2010—2015)
- Цви Хейфец (2015—2017)
- Гари Корен (2017—2019)
- Александр Бен-Цви (2020—2023)
- Симона Гальперин (2023 — н. в.)

## Отделы посольства
- Политический отдел
- Торгово-экономический отдел
- Пресс-служба
- Отдел культуры
- Отдел репатриации
- Консульский отдел
- Военный атташат
- Представительство Министерства Внутренней Безопасности (Полиция)